# U Smile
"U Smile" é um single do artista canadense Justin Bieber. Foi lançada em 16 de março de 2010 como segundo single apenas digital de seu álbum My World 2.0 e estreou na posição #27 da Billboard Hot 100, vendendo 83.000 cópias nessa semana.
A faixa foi escrita por Justin Bieber, com a colaboração de Jerry Duplessis, Arden Altino e Dan August Rigo. Segundo Bieber, ele a escreveu "para todos os meus fãs, que me colocaram aqui", [...] Eu sou tão agradecido e tão abençoado por todo o apoio".

## Antecedentes
Em entrevista a MTV News, Bieber disse: "U Smile é uma das melhores músicas que eu já gravei. É realmente uma das faixas do disco que me fizeram crescer... Eu a compus para todos os meus fãs que me ajudaram a chegar até aqui." Justin explicou em seu Twitter que seus fãs "o levaram de uma cidade pequena no Canadá para uma oportunidade incrível" que ele está vivendo agora e que se sente grato e abençoado pelo apoio. Bieber confirmou que ele co-escreveu a faixa junto de August Rigo. Ele também disse que aprecia seus fãs por eles serem os únicos que lhe dão força.
Em agosto de 2010, Nick Pittsinger, um artista de base na Flórida, abrandou a canção para produzir uma faixa de trinta e cinco minutos de duração no final de 2010.

## Composição e crítica profissional
"U Smile" é uma música pop, com alguns sons de piano. Leah Greenblatt da Entertainment Weekly disse que a canção é a melhor do My World 2.0, a chamando de uma parte simples do Hall & Oates. A música tem um toque bluesy. Como nas partes "Você é o meu meio e meu fim/Não existe entre em você. Bill Lamb do About.com notou que a canção "permite que Justin Bieber mostre suas influências. É garantido que ela gere emoção em milhões de jovens fãs" e que ela não deve "decepcionar muitos adultos". Monica Herrera da Billboard elogiou a música e disse que ela "deve apelar para alguns ouvintes mais velhos." Em uma reportagem para a Billboard, Herrera ainda disse:
| “ | Bieber canta, sua voz embarga, tudo a partir da emoção da puberdade. É o mais próximo que ele veio para realizar o desejo de Braun, ele já está soando como uma jovem estrela. | ” |

## Desempenho nas paradas musicais
Originalmente lançado como single digital, a canção estreou no número vinte e sete na Billboard Hot 100, com uma venda de oitenta e três mil downloads em sua primeira semana. Ela também estreou no Canadian Hot 100 na posição de número vinte e sete. "U Smile" foi a melhor estreia da semana em ambos os gráficos. A música ficou inicialmente em ambos os gráficos por uma semana. Após um lançamente oficial na rádio, a canção re-entrou no Hot 100 nos Estados Unidos em noventa e cinco na semana que terminou em 2 de outubro de 2010. Devidos as vendas digitais, a música também chegou em noventa e oito no Reino Unido.

## Vídeo musical

### Produção e recepção
Em 30 de setembro de 2010, o videoclipe de "U Smile" estreou online. Bieber tinha afirmado que o videoclipe de "U Smile" foi feito com o intuito de "deixar que seus fãs experimentassem a fantasia que todas as Beliebers tem: ser namorada de Justin". Ainda explicando em um tweet: "Aproveitei a oportunidade para mostrar quatro fãs, no vídeo, eu me apaixonei por uma fã." Mawuse Ziegbe da MTV fez um comentário positivo sobre o vídeo. Ziegbe sentiu que o vídeo sugere um "Bieber mais maduro, que parece apreciar os momentos tranquilos mesmo com a histeria de suas fãs." Ziegbe também sentiu que o vídeo "exibe as habilidades de Justin como instrumentista, como ele anuncia a letra tocando um piano de cauda na maior parte do vídeo.

### Sinopse
O videoclipe, começa com um grupo de meninas do lado de fora em uma rua enquanto Bieber é visto saindo de um prédio ao tentar ir embora sem ser notado. As meninas notam Bieber, então ele tira fotos e dá autógrafos para as meninas. Enquanto isso acontece, Justin se interessa por uma garota e em particular, ele pede para ela o encontrar mais tarde. Quando a música começa a tocar, Bieber é visto em um teatro vazio tocando piano e cantando. Quando aparece a garota interpretada por Anastasia Kassar, e andam de mãos dadas em torno dos assentos do teatro, e descendo o corrimão de uma escada. No fim do vídeo, eles são vistos em uma luta de água e, eventualmente entre os braços um do outro, enquanto Bieber toca o piano de volta ao teatro.

## Créditos de produção
- Composição -  Justin Bieber, Jerry Duplessis, Arden Altino, Dan August Rigo
- Produção - Jerry Duplessis, Arden Altino
- Vocal de apoio - Andy Grassi, Serge Tsai, Dave Clauss, Warren Babson, William Villane
- Piano -  Arden Altino, Paul J. Falcone
- Harmónica - Frédéric Yonnet
- Violão - Bruno Beatz, Ben DeFusco
- Mixer - Glen Marchase
- Engenharia acústica - Pat Thrall

## Paradas musicais

### Desempenho
| País/Parada (2010)                      | Melhor posição |
| --------------------------------------- | -------------- |
| Austrália - ARIA Charts                 | 65             |
| Alemanha - Ultratop 50 (Flanders)       | 29             |
| Canadá - Canadian Hot 100               | 17             |
| Estados Unidos - Billboard Hot 100      | 27             |
| Reino Unido - UK Singles Chart          | 98             |
| Portugal - Portugal Singles Top 50      | 9              |
| Espanha - Espanha Singles Top 50        | 9              |
| Estados Unidos - Pop Songs              | 26             |
| Brasil - Billboard Brasil Hot Pop Songs | 6              |
| Brasil - Billboard Brasil Hot 100       | 5              |
| Mundo - World Singles Top 40            | 33             |

## Histórico de lançamentos
| País           | Data                  | Formato            |
| -------------- | --------------------- | ------------------ |
| Canadá         | 9 de Agosto de 2010   | Mainstream airplay |
| Estados Unidos | 24 de Agosto de 2010  | Mainstream         |
| Estados Unidos | 12 de Outubro de 2010 | Urban airplay      |